# Jean-François Raffaëlli
Jean-François Raffaëlli (20. dubna 1850 Paříž – 11. února 1924 Paříž) byl francouzský malíř, sochař a grafik, představitel uměleckého realismu. Působil také jako herec a spisovatel.

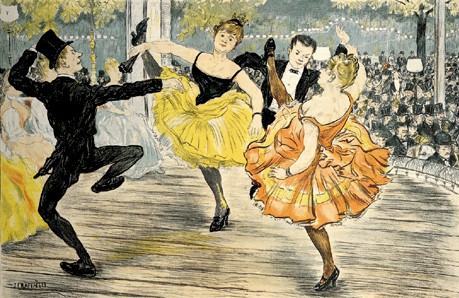
A Quadrilha naturalista nos embaixadores (1886)
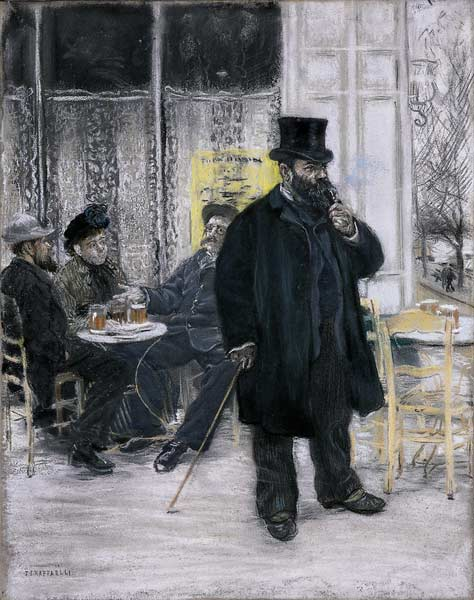
Bohèmes au café (1886)